# 華爾特·皮斯頓
瓦尔特·哈默·辟斯顿（英語：Walter Hamor Piston，1894年1月20日—1976年11月12日），美国作曲家，音乐教育家，音乐理论家。生于缅因州的一个意大利移民家庭，后随父母移居波士顿。1920年他进入哈佛大学学习音乐，因成绩优秀获得到欧洲大陆留学的奖学金，并去巴黎师从杜卡斯和娜迪亚·布朗热，1926年回国后在母校任教直到1960年退休。辟斯顿是受人尊敬的老一代美国作曲家，他的音乐受到新古典主义的影响很大，有时也采用十二音技法，但始终保持平易近人的优美风格。他曾多次获得普利策奖。另外，辟斯顿撰写的许多音乐理论教材如《和声学》《配器法》《对位法》等影响很大，在世界各地广泛使用，且有中文译本。